# Grammy Award for Best Large Jazz Ensemble Album

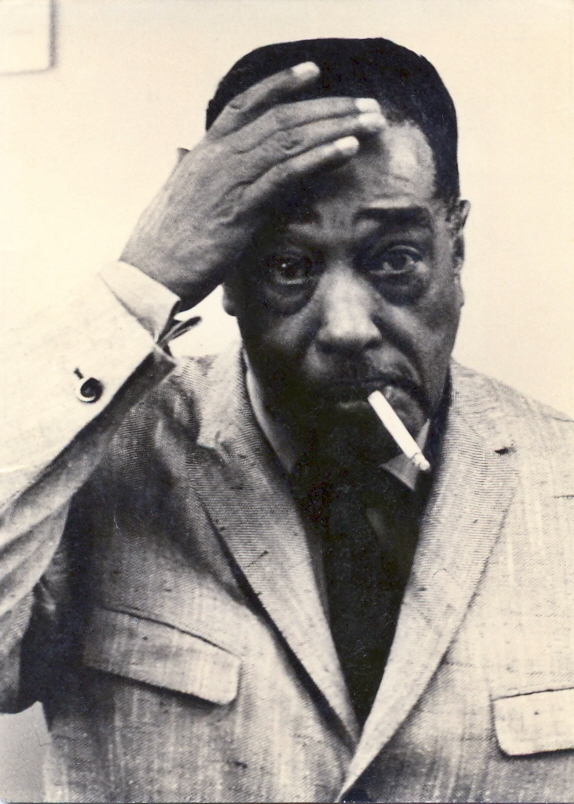
Duke Ellington ist bisher der häufigste Gewinner des Grammy Award for Best Large Jazz Ensemble Album

Der Grammy Award for Best Large Jazz Ensemble Album, auf Deutsch „Grammy-Auszeichnung für das beste große Jazzensemble-Album“, ist ein Musikpreis, der seit 1961 von der Recording Academy in Los Angeles verliehen wird. Der Preis geht an Jazzensembles für neue herausragende Alben.

## Geschichte und Hintergrund
Die seit 1959 verliehenen Grammy Awards werden jährlich in zahlreichen Kategorien von der Recording Academy in den Vereinigten Staaten vergeben, um künstlerische Leistung, technische Kompetenz und hervorragende Gesamtleistung ohne Rücksicht auf die Album-Verkäufe oder Chart-Position zu würdigen. Eine dieser Kategorien ist der seit 1961 verliehene Grammy Award for Best Large Jazz Ensemble Album.
Wie bei zahlreichen anderen Preiskategorien wurde der Name der Preisbezeichnung mehrfach geändert:
- 1961 war die Bezeichnung des Preises Best Jazz Performance Large Group
- Von 1962 bis 1963 nannte sich der Preis Best Jazz Performance – Large Group (Instrumental)
- 1964 erfolgte eine Namensänderung in Best Instrumental Jazz Performance – Large Group
- Von 1965 bis 1971 wurde die Auszeichnung unter dem Namen Best Instrumental Jazz Performance – Large Group or Soloist with Large Group vergeben.
- Von 1972 bis 1978 lautete die Preisbezeichnung Best Jazz Performance by a Big Band
- Von 1979 bis 1991 wurde die Preiskategorie Best Jazz Instrumental Performance, Big Band genannt
- Von 1992 bis 2000 hieß der Preis Best Large Jazz Ensemble Performance und
- Seit 2001 kommt die heutige Preisbezeichnung Best Large Jazz Ensemble Album zur Anwendung.

Von 1962 bis 1971 und 1979 bis 1991 wurde der Preis allein für Instrumentalwerke vergeben, was aus der derzeitigen Preisbezeichnung hervorgeht.
Die Grammy Awards werden jährlich für im Vorjahr veröffentlichte Werke vergeben.

## Gewinner und nominierte Künstler
| Jahr                 | Gewinner                                                            | Nationalität                                                        | Album                                                               | Weitere Nominierte | Bild des/der Künstler                                               |
| -------------------- | ------------------------------------------------------------------- | ------------------------------------------------------------------- | ------------------------------------------------------------------- | --- | ------------------------------------------------------------------- |
| 1961                 | Henry Mancini                                                       | Vereinigte Staaten                                                  | The Blues and the Beat                                              | |                                                                     |
| 1962                 | Stan Kenton                                                         | Vereinigte Staaten                                                  | Kenton’s West Side Story                                            | |                                                                     |
| 1963                 | Stan Kenton                                                         | Vereinigte Staaten                                                  | Adventures in Jazz                                                  | |                                                                     |
| 1964                 | Woody Herman                                                        | Vereinigte Staaten                                                  | Encore: Woody Herman, 1963                                          | |                                                                     |
| 1965                 | Laurindo Almeida                                                    | Brasilien                                                           | Guitar from Ipanema                                                 | |                                                                     |
| 1966                 | Duke Ellington                                                      | Vereinigte Staaten                                                  | Ellington ’66                                                       | |                                                                     |
| 1967                 | 1967 wurde die Preiskategorie bei den Grammy Awards nicht verliehen | 1967 wurde die Preiskategorie bei den Grammy Awards nicht verliehen | 1967 wurde die Preiskategorie bei den Grammy Awards nicht verliehen | 1967 wurde die Preiskategorie bei den Grammy Awards nicht verliehen | 1967 wurde die Preiskategorie bei den Grammy Awards nicht verliehen |
| 1968                 | Duke Ellington                                                      | Vereinigte Staaten                                                  | The Far East Suite                                                  | |                                                                     |
| 1969                 | Duke Ellington                                                      | Vereinigte Staaten                                                  | ...And His Mother Called Him Bill                                   | |                                                                     |
| 1970                 | Quincy Jones                                                        | Vereinigte Staaten                                                  | Walking in Space                                                    | |                                                                     |
| 1971                 | Miles Davis                                                         | Vereinigte Staaten                                                  | Bitches Brew                                                        | |                                                                     |
| 1972                 | Duke Ellington                                                      | Vereinigte Staaten                                                  | New Orleans Suite                                                   | |                                                                     |
| 1973                 | Duke Ellington                                                      | Vereinigte Staaten                                                  | Togo Brava Suite                                                    | |                                                                     |
| 1974                 | Woody Herman                                                        | Vereinigte Staaten                                                  | Giant Steps                                                         | |                                                                     |
| 1975                 | Woody Herman                                                        | Vereinigte Staaten                                                  | Thundering Herd                                                     | |                                                                     |
| 1976                 | Phil Woods                                                          | Vereinigte Staaten                                                  | Images                                                              | |                                                                     |
| 1977                 | Duke Ellington                                                      | Vereinigte Staaten                                                  | The Ellington Suites                                                | |                                                                     |
| 1978                 | Count Basie                                                         | Vereinigte Staaten                                                  | Prime Time                                                          | |                                                                     |
| 1979                 | The Thad Jones/Mel Lewis Orchestra                                  | Vereinigte Staaten                                                  | Live in Munich                                                      | |                                                                     |
| 1980                 | Duke Ellington                                                      | Vereinigte Staaten                                                  | Duke Ellington at Fargo, 1940 Live                                  | |                                                                     |
| 1981                 | Count Basie                                                         | Vereinigte Staaten                                                  | On the Road                                                         | |                                                                     |
| 1982                 | Gerry Mulligan                                                      | Vereinigte Staaten                                                  | Walk on the Water                                                   | |                                                                     |
| 1983                 | Count Basie                                                         | Vereinigte Staaten                                                  | Warm Breeze                                                         | |                                                                     |
| 1984                 | Rob McConnell                                                       | Kanada                                                              | All in Good Time                                                    | |                                                                     |
| 1985                 | Count Basie                                                         | Vereinigte Staaten                                                  | 88 Basie Street                                                     | |                                                                     |
| 1986                 | Bob Wilber & John Barry                                             | Vereinigte Staaten Vereinigtes Königreich                           | The Cotton Club                                                     | |                                                                     |
| 1987                 | Doc Severinsen                                                      | Vereinigte Staaten                                                  | The Tonight Show Band with Doc Severinsen                           | |                                                                     |
| 1988                 | Mercer Ellington                                                    | Vereinigte Staaten                                                  | Digital Duke                                                        | |                                                                     |
| 1989                 | Gil Evans                                                           | Kanada                                                              | Bud and Bird                                                        | |                                                                     |
| 1990                 | Miles Davis                                                         | Vereinigte Staaten                                                  | Aura                                                                | |                                                                     |
| 1991                 | Frank Foster                                                        | Vereinigte Staaten                                                  | Basie’s Bag                                                         | |                                                                     |
| 1992                 | Dizzy Gillespie                                                     | Vereinigte Staaten                                                  | Live at the Royal Festival Hall                                     | |                                                                     |
| 1993                 | McCoy Tyner                                                         | Vereinigte Staaten                                                  | The Turning Point                                                   | |                                                                     |
| 1994                 | Miles Davis & Quincy Jones                                          | Vereinigte Staaten                                                  | Miles & Quincy Live at Montreux                                     | |                                                                     |
| 1995                 | McCoy Tyner                                                         | Vereinigte Staaten                                                  | Journey                                                             | |                                                                     |
| 1996                 | Tom Scott, GRP All-Star Big Band                                    | Vereinigte Staaten                                                  | All Blues                                                           | |                                                                     |
| 1997                 | Grover Mitchell                                                     | Vereinigte Staaten                                                  | Live at Manchester Craftsmen’s Guild                                | |                                                                     |
| 1998                 | Joe Henderson                                                       | Vereinigte Staaten                                                  | Big Band                                                            | |                                                                     |
| 1999                 | Grover Mitchell, Count Basie Orchestra                              | Vereinigte Staaten                                                  | Count Plays Duke                                                    | |                                                                     |
| 2000                 | Bob Florence                                                        | Vereinigte Staaten                                                  | Serendipity 18                                                      | |                                                                     |
| 2001                 | Joe Lovano                                                          | Vereinigte Staaten                                                  | 52nd Street Themes                                                  | |                                                                     |
| 2002                 | Bob Mintzer                                                         | Vereinigte Staaten                                                  | Homage to Count Basie                                               | |                                                                     |
| 2003                 | Dave Holland                                                        | Vereinigtes Königreich                                              | What Goes Around                                                    | |                                                                     |
| 2004                 | Michael Brecker                                                     | Vereinigte Staaten                                                  | Wide Angles                                                         | |                                                                     |
| 2005                 | Maria Schneider                                                     | Vereinigte Staaten                                                  | Concert in the Garden                                               | |                                                                     |
| 2006                 | Dave Holland                                                        | Vereinigte Staaten                                                  | Overtime                                                            | |                                                                     |
| 2007                 | Randy Brecker, Michael Brecker, WDR Big Band                        | Vereinigte Staaten                                                  | Some Skunk Funk                                                     | |                                                                     |
| 2008                 | Terence Blanchard                                                   | Vereinigte Staaten                                                  | A Tale of God’s Will (A Requiem for Katrina)                        | |                                                                     |
| 2009                 | Vanguard Jazz Orchestra                                             | Vereinigte Staaten                                                  | Monday Night Live at the Village Vanguard                           | |                                                                     |
| 2010                 | Irvin Mayfield & New Orleans Jazz Orchestra                         | Vereinigte Staaten                                                  | Book One                                                            | |                                                                     |
| 2011                 | Mingus Big Band                                                     | Vereinigte Staaten                                                  | Mingus Big Band Live at Jazz Standard                               | |                                                                     |
| 2012                 | Christian McBride Big Band                                          | Vereinigte Staaten                                                  | The Good Feeling                                                    | |                                                                     |
| 2013                 | Arturo Sandoval                                                     | Vereinigte Staaten                                                  | Dear Diz (Every Day I Think of You)                                 | |                                                                     |
| 2014                 | Randy Brecker, Wlodek Pawlik Trio, Kalisz Philharmonic Orchestra    | Vereinigte Staaten Polen                                            | Night in Calisia                                                    | - Darcy James Argue’s Secret Society – Brooklyn Babylon - Brussels Jazz Orchestra featuring Joe Lovano – Wild Beauty - Alan Ferber – March Sublime - Dave Slonaker Big Band – Intrada |                                                                     |
| 2015                 | Gordon Goodwin’s Big Phat Band                                      | Vereinigte Staaten                                                  | Life in the Bubble                                                  | - Clayton-Hamilton Jazz Orchestra – The L. A. Treasures Project - Rufus Reid – Quiet Pride: The Elizabeth Catlett Project - Archie Shepp Attica Blues Orchestra – Live: Hear the Sound - Vanguard Jazz Orchestra – Overtime: Music of Bob Brookmeyer |                                                                     |
| 2016                 | Maria Schneider Orchestra                                           | Vereinigte Staaten                                                  | The Thompson Fields                                                 | - Gil Evans Project – Lines of Color - Marshall Gilkes & WDR Big Band – Köln - Arturo O’Farrill & Afro Latin Jazz Orchestra – Cuba: The Conversation Continues - Patrick Williams – Home Suite Home |                                                                     |
| 2017                 | Ted Nash Big Band                                                   | Vereinigte Staaten                                                  | Presidential Suite: Eight Variations on Freedom                     | - Darcy James Argue’s Secret Society – Real Enemies - John Beasley – Presents Monk'estra, Volume 1 - John Daversa – Kaleidoscope Eyes: Music of the Beatles - Bob Mintzer – All L. A. Band |                                                                     |
| 2018                 | Christian McBride Big Band                                          | Vereinigte Staaten                                                  | Bringin’ It                                                         | - John Beasley – Monk’estra Vol. 2 - Alan Ferber Big Band – Jigsaw - Vince Mendoza & the WDR Big Band Cologne – Homecoming - Chuck Owen & the Jazz Surge – Whispers on the Wind |                                                                     |
| 2019                 | John Daversa Big Band featuring DACA Artists                        | Vereinigte Staaten                                                  | American Dreamers: Voices of Hope, Music of Freedom                 | - Count Basie Orchestra directed by Scotty Barnhart – All About That Basie - Orrin Evans & the Captain Black Big Band – Presence - John Hollenbeck Large Ensemble – All Can Work - Jim McNeely & the Frankfurt Radio Big Band – Barefoot Dances and Other Visions | John Daversa (2016)                                                 |
| 2020 26. Januar 2020 | Brian Lynch Big Band                                                | Vereinigte Staaten                                                  | The Omni-American Book Club                                         | - Anat Cohen Tentet – Triple Helix - Miho Hazama – Dancer in Nowhere - Mike Holober and the Gotham Jazz Orchestra – Hiding Out - Terraza Big Band – One Day Wonder |                                                                     |
| 2021 14. März 2021   | Maria Schneider Orchestra                                           | Vereinigte Staaten                                                  | Data Lords                                                          | - Gregg August – Dialogues on Race Volume One - John Beasley – MONK’estra Plays John Beasley - Orrin Evans and the Captain Black Big Band – The Intangible Between - John Hollenbeck with Theo Bleckmann, Kate McGarry, Gary Versace and The Frankfurt Radio Big Band – Songs You Like a Lot |                                                                     |
| 2022 3. April 2022   | Christian McBride Big Band                                          | Vereinigte Staaten                                                  | For Jimmy, Wes and Oliver                                           | - Count Basie Orchestra directed by Scotty Barnhart – Live at Birdland! - Jazzmeia Horn and her Noble Force – Dear Love - Sun Ra Arkestra – Swirling - Yellowjackets & WDR Big Band – Jackets XL |                                                                     |
| 2023 5. Februar 2023 | Generation Gap Jazz Orchestra von Steven Feifke, Bijon Watson       | Vereinigte Staaten                                                  | Generation Gap Jazz Orchestra                                       | - John Beasley, Magnus Lindgren & SWR Big Band – Bird Lives - Ron Carter & The Jazzaar Festival Big Band Directed by Christian Jacob – Remembering Bob Freedman - Steven Feifke, Bijon Watson, Generation Gap Jazz Orchestra – Generation Gap Jazz Orchestra - Steve Gadd, Eddie Gomez, Ronnie Cuber & WDR Big Band Conducted by Michael Abene – Center Stage - Remy Le Boeuf’s Assembly of Shadows – Architecture of Storms | Steven Feifke                                                       |
| 2024 4. Februar 2024 | Count Basie Orchestra unter Leitung von Scotty Barnhart             | Vereinigte Staaten                                                  | Basie Swings the Blues                                              | - ADDA Simfònica, Josep Vicent, Emilio Solla – The Chick Corea Symphony Tribute – Ritmo - Darcy James Argue’s Secret Society – Dynamic Maximum Tension - Vince Mendoza und dem Metropole Orkest – Olympians - Mingus Big Band – The Charles Mingus Centennial Sessions |                                                                     |
| 2025 2. Februar 2025 | Dan Pugach Big Band                                                 | Israel                                                              | Bianca Reimagined: Music for Paws and Persistence                   | - John Beasley & Frankfurt Radio Big Band: Returning to Forever - Clayton-Hamilton Jazz Orchestra: And So It Goes - Orrin Evans & the Captain Black Big Band: Walk a Mile in My Shoe - Miguel Zenón: Golden City |                                                                     |